# Pasławki
Pasławki (do 1945 r. niem. Paßlack) – osada w Polsce położona w województwie warmińsko-mazurskim, w powiecie bartoszyckim, w gminie Sępopol. Wieś jest częścią składową sołectwa Śmiardowo. W latach 1975–1998 miejscowość administracyjnie należała do województwa olsztyńskiego.

## Historia
Według danych z 1889 r. Pasławki były w tym czasie majątkiem ziemskim, który wraz z folwarkiem Nowosadki obejmował 478 ha i należał do rodziny von der Groebenów. W 1939 r. we wsi było 419 mieszkańców.
W 1978 r. we wsi był PGR oraz trzy indywidualne gospodarstwa rolne (gospodarstwa indywidualne miały areał łączny 30 ha). We wsi było 12 domów i 133 mieszkańców. W tym czasie działała świetlica, klub i punkt biblioteczny.